# Điện mặt trời Sông Lũy
Điện mặt trời Sông Lũy 1 là nhà máy điện mặt trời xây dựng trên vùng đất xã Sông Lũy huyện Bắc Bình tỉnh Bình Thuận, Việt Nam .
Điện mặt trời Sông Lũy 1 có công suất lắp máy 39 MWac, khởi công tháng 9/2018, hoàn thành tháng 5/2019.
Nhà máy có diện tích hoạt động 45,5 ha, sản lượng điện năng hàng năm khoảng 80 triệu kWh. Chủ đầu tư là Công ty CP đầu tư Quang điện Bình Thuận .
Điện mặt trời Sông Lũy 1 cùng với Điện mặt trời Tuy Phong là những nhà máy điện mặt trời xây dựng đầu tiên ở Bình Thuận .